# 토미 래런
토미 래런(Tomi Lahren, 1992년 8월 11일 ~ )은 미국의 보수 성향 정치 논평가, 전직 텔레비전 사회자이다.
2016년 후반 토미의 논평은 지대한 관심을 받았다. 뉴욕 타임즈는 그녀를 "떠오르는 미디어 스타"라고 소개했으며, BBC 뉴스는 "페이스북에서 도널드 트럼프보다 더 영향력이 큰 젊은 보수주의자"라고 칭했다.